# Mister Fantastic
Mister Fantastic, il cui vero nome è Dr. Reed Nathaniel Richards, è un personaggio dei fumetti statunitensi creato da Stan Lee e Jack Kirby nel 1961, pubblicato dalla Marvel Comics. La sua prima apparizione avvenne in Fantastic Four n. 1, come per tutti gli altri membri del gruppo.
Il personaggio è un membro fondatore e il capo dei Fantastici Quattro. Richards ha una padronanza dell'ingegneria meccanica, aerospaziale ed elettrica, della chimica e di tutti i livelli della fisica e della biologia umana e aliena, al punto che BusinessWeek lo ha elencato come uno dei dieci personaggi di fantasia più intelligenti dei fumetti americani. È l'inventore dell'astronave che è stata bombardata dalle radiazioni cosmiche durante il suo viaggio inaugurale, conferendo ai Fantastici Quattro i loro poteri sovrumani. Richards ha acquisito la capacità di allungare il suo corpo in qualunque forma desideri.
Mister Fantastic agisce come capo e figura paterna dei Fantastici Quattro e, sebbene i suoi poteri siano principalmente abilità di allungamento, la sua presenza nella squadra è definita dal suo acume scientifico, poiché è ufficialmente riconosciuto come l'uomo più intelligente dell'Universo Marvel. Tuttavia, l'origine dei Fantastici Quattro è un punto tragico per quanto riguarda il suo migliore amico, Ben Grimm, che ha spesso cercato di riportare nella sua forma umana, ma che in genere rimane una grande creatura rocciosa chiamata la Cosa. È il marito di Susan Storm, padre di Franklin e Valeria, e mentore di suo cognato, Johnny Storm. È uno dei membri dell'organizzazione segreta degli Illuminati.
Il sito web IGN ha inserito Mister Fantastic alla 40ª posizione nella classifica dei cento maggiori eroi della storia dei fumetti, dopo Ciclope e prima di Silver Surfer.

## Biografia del personaggio
Alcune parti della storia di Richards sono state modificate nel corso degli anni per farla rimanere attuale: nei fumetti originali, Richards era un veterano della seconda guerra mondiale che aveva prestato servizio nella Francia occupata dai nazisti e l'obiettivo della sua missione spaziale era raggiungere la luna prima dei comunisti; successivamente, l'intento è diventato quello di superare i comunisti cinesi ed esplorare le aree interstellari di Marte e oltre.
Nato a Central City, in California, Reed Richards è il figlio di Evelyn e Nathaniel Richards. Nathaniel era un genio scientifico e Reed ha ereditato un livello simile di intelletto e interesse nel campo scientifico; dimostratosi un bambino prodigio con particolare attitudine per la matematica, la fisica e la meccanica, iniziò a seguire corsi universitari a quattordici anni e frequentò diverse università prestigiose come il MIT, il CIT, l'Università di Harvard, l'Università Columbia e l'immaginaria Empire State University. La sua grande intelligenza gli permise di conseguire diverse lauree prima dei vent'anni.
All'Empire State University, Richards conobbe e fece amicizia con Ben Grimm, asso dello sport e suo compagno di stanza. In quel periodo, Reed iniziò a progettare la costruzione di un'astronave in grado di viaggiare nell'iperspazio e condivise i suoi piani con Grimm, il quale si offrì scherzosamente di pilotare il velivolo una volta compiuto. Sempre all'Empire State University, Richards fece la conoscenza con Victor Von Doom, un brillante compagno di studi. Doom trovò in Reed la prima persona in grado di eguagliarlo intellettualmente, arrivando a considerarlo il suo rivale. Diventando sempre più geloso di Reed, Victor cercò di dimostrare la propria superiorità conducendo esperimenti sconsiderati unendo scienza e magia, che gli sfigurarono la faccia, portandolo successivamente a diventare il supercriminale noto come Dottor Destino (Doctor Doom).
La storia del primo incontro con Susan Storm è variato nel tempo: inizialmente era implicito che Reed e Sue si conoscessero fin da piccoli e che fossero vicini di casa, separandosi quando Richards dovette andare a combattere in guerra. Anni dopo, tale versione fu alterata: Richards conobbe per la prima volta Sue quando aveva poco più di vent'anni e studiava all'università, affittando una camera nella pensione della zia della ragazza quando Sue aveva appena tredici anni e quest'ultima si innamorò di lui nonostante il grande divario di età. L'attuale canone Marvel dal 2013 racconta che i due si conobbero nelle medesime circostanze, ma quando anche Sue era una studentessa universitaria; si decise di rendere pressappoco coetanei i personaggi in quanto fu ritenuto inappropriato che Reed si innamorasse e sposasse una ragazza conosciuta per la prima volta quando lui aveva più di vent'anni e lei tredici.
Durante la permanenza nella pensione della zia di Sue, Reed si infatuò istantaneamente di Susan e iniziò a corteggiarla, salvo decidere di andarsene in quanto l'attrazione per la ragazza lo distraeva dai suoi studi. Passando ad Harvard, Reed conseguì un dottorato in fisica e ingegneria elettronica mentre lavorava come scienziato militare, oltre che nel campo delle comunicazioni per l'esercito. Tre anni dopo, Reed usò la sua eredità e i finanziamenti del governo per realizzare il suo progetto di costruire un'astronave con cui viaggiare nello spazio. Nel frattempo, Susan si trasferì a Central City e si fidanzò con Richards, mentre Grimm, ora celebre astronauta e pilota collaudatore, venne realmente destinato a pilotare il velivolo.
Quando il progetto era quasi completato, il governo minacciò di tagliare i fondi; su iniziativa di Reed, lui, Ben, Sue e il fratello minore di quest'ultima, Johnny, decisero così di intrufolarsi a bordo dell'astronave per partire immediatamente. Pur non avendo completato tutti i test, Richards era fiducioso sul fatto che non ci sarebbero stati problemi, convincendosi del fatto che la schermatura della navicella sarebbe stata adeguata a proteggerli dalle radiazioni. Tuttavia, quando l'astronave attraversò le fasce di Van Allen, i raggi cosmici dell'anormale livello di radiazioni devastarono la schermatura dell'astronave e bombardarono l'equipaggio di radiazioni, costringendoli a un rientro immediato sulla Terra, dove appresero di aver acquisito abilità sovrumane. Il corpo di Reed divenne estremamente elastico; su iniziativa di Richards, il gruppo decise di usare le loro nuove abilità per combattere il crimine come i Fantastici Quattro, assumendo diversi alias. Reed, ribattezzatosi Mr. Fantastic, divenne il leader del quartetto. Successivamente, Reed rivela alla figlia che suggerì ai suoi amici di diventare supereroi con aspetto e nomi stravaganti perché aveva intuito che, in caso contrario, sarebbero stati odiati e temuti dalla popolazione.

### I Fantastici Quattro
Nel primo scontro della loro carriera, i Fantastici Quattro combattono l'Uomo Talpa; successivamente si trovano a fronteggiare la minaccia degli Skrull, Namor (che in futuro diventerà un occasionale alleato) e quello che sarebbe diventato uno dei loro avversari più ricorrenti, il Dottor Destino. La squadra ha modo di viaggiare in un mondo subatomico, incontra Rama-Tut (variante di uno dei loro successivi nemici più famosi, Kang il Conquistatore) e combatte per la prima volta l'Uomo Molecola.
In qualità di leader del gruppo, Mr. Fantastic è il creatore di numerosi dispositivi e veicoli che la squadra può usare per muoversi e combattere, come i loro costumi fatti di molecole instabili in grado di resistere ai loro poteri; inoltre, guida il team in missioni intraprendenti (come la spedizione nella Zona negativa). Si sente particolarmente responsabile della trasformazione fisica di Ben, ragion per cui cerca ripetutamente di trovare una cura per farlo tornare umano. Sotto la guida di Reed, i Fantastici Quattro sono diventati la squadra di eroi più celebrata della Terra, salvandola innumerevoli volte da varie minacce. Sempre guidato dalla sua sete della conoscenza, Richards è ritenuto da tanti esseri anche provenienti da altri pianeti l'uomo più intelligente del mondo. Le sue capacità sono tali che non c'è quasi nulla che non riesca a comprendere, costruire o aggiustare; i suoi lavori da soli sono serviti nel corso degli anni per finanziare le attività del gruppo. La sua nemesi è il Dottor Destino, il quale lo incolpa dell'incidente che lo ha sfigurato; per questo cerca costantemente vendetta, scontrandosi violentemente con Reed e i suoi compagni.
Dopo molte avventure nei Fantastici Quattro, Reed e Sue si sposano. La squadra poi incontra per la prima volta gli Inumani e due individui che torneranno di frequente nella storia del gruppo, Galactus e Silver Surfer. Reed riesce ad aprire per la prima volta un portale per la Zona Negativa e successivamente il team affronta quello che diventerà uno dei loro avversari ricorrenti, Psycho Man. Successivamente, Reed e Sue hanno il loro primo figlio, di nome Franklin; poco prima della sua nascita, i Fantastici Quattro combattono Annihilus. Franklin, per i geni mutati dei genitori, è un mutante estremamente potente i cui poteri si manifestano quando è solo un bambino (nel mondo Marvel, generalmente il gene X si manifesta nell'adolescenza) e che sembrano essere al pari di un Celestiale. Temendo che Franklin possa scatenare inavvertitamente i suoi poteri e compiere un massacro globale, Reed decide di spegnere la mente del figlio, senza consultare prima Susan. La coppia era già in crisi e, in seguito a ciò, Susan si allontana ulteriormente dal marito, avviando una procedura di divorzio. I due, però, riescono a riconciliarsi.
Successivamente, Reed acquista il Baxter Building come nuova base per i Fantastici Quattro. Avendo salvato la vita di Galactus, Richards viene processato dalla razza Shi'ar, salvo essere assolto quando il Celestiale Eternità concede brevemente a tutti i partecipanti del processo un momento di "consapevolezza cosmica" che permette loro di capire che Galactus è necessario per l'ecosistema dell'universo. In un'occasione, Reed combatte contro Gormuu e ha modo di riunirsi a suo padre in una linea temporale alternativa. Qualche tempo dopo, Richards e Sue lasciano i Fantastici Quattro per unirsi ai Vendicatori, sebbene l'esperienza di Reed come leader lo porti ad avere difficoltà a sottostare a Capitan America, nonostante lo rispetti. Dopo un breve periodo, Reed e Sue tornano nei Fantastici Quattro.
Richards è uno dei membri degli Illuminati, una squadra composta dai rappresentanti delle varie fazioni supereroistiche sulla Terra. In un'occasione, il gruppo decide di esiliare con l'inganno Hulk su un pianeta isolato, in quanto considerato troppo pericoloso per rimanere sulla Terra.

### Civil War
Durante gli eventi della guerra civile tra supereroi, Richards, insieme a Iron Man, è una delle figure di spicco a favore dell'Atto di Registrazione dei Superumani, nonostante ipotizzi correttamente che questo porterà a un contrasto tra lui e la moglie. Infatti, l'impegno per sostenere l'atto di registrazione e combattere i Vendicatori latitanti lo allontana sempre di più dalla famiglia; Reed e Stark arrivano a costruire un clone di Thor che li aiuti nella loro causa, ma esso va fuori controllo durante un combattimento tra gli eroi, arrivando a uccidere Bill Foster / Golia Nero e a cercare di assassinare il resto dei Vendicatori segreti finché Sue non interviene con i suoi poteri e li salva. L'evento porta Susan a lasciare il marito per unirsi con Johnny ai Vendicatori segreti nella speranza che ciò porti Reed a porre rapidamente fine al conflitto.
Richards costruisce la struttura di detenzione nella Zona Negativa volta a imprigionare i superumani non registrati. Peter Parker chiede di fare visita all'edificio e, inorridito dalle condizioni disumane dei prigionieri, si interroga chiedendosi se si trova dalla parte giusta del conflitto. Reed risponde ai suoi dubbi raccontandogli di suo zio Ted, un artista dal carattere eccentrico e divertente che, a causa di oltraggio alla corte quando venne interrogato dalla Commissione per le attività antiamericane, venne imprigionato e perse il lavoro, arrivando a essere evitato dalla sua famiglia e a morire (molto probabilmente suicida): secondo Reed, suo zio aveva sbagliato a prendere la posizione che ha scelto, prendendo parte a un combattimento che non poteva vincere e a non rispettare la legge. In seguito, tuttavia, Richards rivela che il vero motivo per cui sostiene l'atto di registrazione è il fatto che sia riuscito a sviluppare delle complesse equazioni basate sul modello della psicostoria immaginata da Isaac Asimov: la sua applicazione a tale concetto gli ha indicato che miliardi di persone sarebbero morte in conflitti crescenti senza la presenza dell'atto. 
Durante lo scontro finale tra le due fazioni dei Vendicatori, Richards protegge Sue dal Thunderbolt Taskmaster, venendo ferito gravemente e portando la furiosa Susan ad abbattere il criminale. Reed sopravvive e, al termine del conflitto, Sue riceve l'amnistia e torna da lui e dai figli. I due cercano di fare ammenda al loro matrimonio, quindi si prendono una pausa dai Fantastici Quattro facendosi sostituire da Tempesta e Pantera Nera.

### World War Hulk
Durante la guerra civile tra i Vendicatori, Richards apprende da una breve conversazione con Amadeus Cho che Hulk non si trova sul pienata dove gli Illuminati hanno tentato di esiliarlo. Reed ne parla con Iron Man ed esprime preoccupazione per quello che potrebbe succedere nel caso in cui gli amici del Golia Verde riuscissero a trovarlo prima di lui. Al termine del conflitto civile, Richards continua a tenere d'occhio Amadeus Cho e, quando She-Hulk apprende dell'esilio di Hulk, Reed manda Doc Samson a parlare con lei.
Hulk fa ritorno da Sakaar in cerca di vendetta contro gli Illuminati; dopo aver ucciso Freccia Nera, invia sulla Terra un messaggio in cui chiede che gli vengano consegnati anche il Dottor Strange, Mr. Fantastic e Iron Man. Reed e Tony cercano di convincere Sentry a combattere Hulk, usando la sua aura di calma per fermare la furia del gigante verde; Richards riesce a creare una macchina in grado di replicare Sentry e, durante uno scontro tra Hulk e i Fantastici Quattro, cerca di usarla contro il gigante verde mentre sta per sconfiggere la Cosa. Hulk riconosce che non è il vero Sentry e distrugge il macchinario. Nonostante Sue provi a proteggere il marito chiudendo Hulk in un campo di forza, la creatura si libera e aggredisce violentemente Reed.
In seguito, Richards è tra gli eroi sconfitti da Hulk che vengono rinchiusi nell'arena dei gladiatori situata al Madison Square Garden. A lui e agli altri super vengono impiantati dei "dischi dell'obbedienza" che sopprimono i loro poteri, gli stessi usati su Hulk durante il suo esilio, e gli eroi sono costretti a combattersi in uno scontro all'ultimo sangue nell'arena. Reed viene costretto da Hulk ad affrontare in battaglia Iron Man, armati solo di lancia e scudo; Richards sconfigge l'avversario, ma Hulk gli ordina di ucciderlo. Hulk finisce per risparmiare ugualmente le loro vite, dal momento che voleva mostrare loro quello che aveva passato. Gli Illuminati sono in parte assolti dalla loro responsabilità nella distruzione di Sakaar quando Miek, uno degli alieni alleati di Hulk, afferma che alcuni seguaci del Re Rosso hanno maneggiato l'astronave degli Illuminati, provocando di conseguenza la distruzione del pianeta. Miek non lo ha detto a Hulk in quanto riteneva che sarebbe stato destinato a essere il "distruttore del mondo".

### Secret Invasion
Quando Iron Man viene a conoscenza che Elektra era in realtà uno Skrull, convoca immediatamente Reed e gli altri Illuminati per un meeting, in quanto sospetta di essere sotto assedio da parte degli alieni; durante la riunione anche Lord Freccia Nera si rivela uno Skrull infiltratosi tra di loro chissà quanto tempo fa; sopravvissuti a stento alla battaglia con l'alieno, vengono successivamente abbandonati da Namor, dicendo che ormai non si fida più nessuno di loro; Reed si trova purtroppo d'accordo con lui, in quanto adesso nessuno è più in grado di smascherare gli Skrull e dunque chiunque di loro può essere un alieno.
Mentre stava facendo l'autopsia al cadavere dello skrull-Elektra, Reed ha scoperto il sistema grazie al quale gli alieni riescono a non farsi identificare dagli eroi terrestri, ma viene colpito da un raggio laser da Hank Pym, rivelatosi essere anch'esso un infiltrato skrull, e rinchiuso su di un'astronave Skrull.
Liberato poi dall'agente dello S.W.O.R.D. Abigail Brand, Reed è riuscito a tornare sulla terra, ideando un laser capace di rivelare gli Skrull. Atterrando nella Terra Selvaggia, i due hanno recuperato i Nuovi e i Potenti Vendicatori, avviandosi poi a salvare New York dall'invasione.
Sembra che gli Skrull abbiano appreso dalla sua mente il modo per celarsi ai poteri terrestri.

### Fondazione Futuro e Illuminati
Diverso tempo dopo, Reed fonda la Fondazione Futuro per addestrare giovani menti a diventare qualcuno di importante nell'immediato futuro. Nello stesso tempo, Mr. Fantastic continua il suo ruolo da scienziato al fianco degli Illuminati di Iron Man, con la quale inizia a distruggere Terre alternative per far sì che le incursioni non colpiscano l'universo 616. Quando viene morso da un dinosauro, Mr. Fantastic inizia a studiare la sua composizione molecolare, scoprendo di essere affetto a una malattia che potrebbe portarlo, in futuro, alla morte. Per studiare al meglio una cura, Reed decide di rivelarlo solo a Ant-Man, e di organizzare un viaggio temporale assieme ai Fantastici Quattro, ignari che lo scienziato ha intenzione di viaggiare solo per poter curarsi. La Donna Invisibile, però, riesce successivamente a scoprirlo. Dopo aver trovato una cura, Mr. Fantastic ritorna al fianco dei Fantastici Quattro nel proprio universo.
Dopo diverse avventure, i Fantastici Quattro si sciolgono di comune accordo dopo tantissimi anni di attività: la Cosa si unisce ai Guardiani della Galassia, mentre la Torcia Umana entra a far parte degli Inumani. Reed, assieme a Susan, si unisce agli Illuminati per trovare una soluzione al problema delle incursioni, entrando in guerra con gli Avengers del Comandante Rogers, per poi allearsi con loro per far fuori la Cabala di Namor il Sub Mariner. Resosi conto che salvare la loro linea temporale è impossibile, Reed decide di creare una scialuppa di salvataggio per salvare quante più persone possibili.

### Secret Wars
L'incursione finale tra Terra-616 e Terra-1610 ha inizio: Mr. Fantastic riesce a raggruppare tutti i supereroi che ha potuto salvare dalla catastrofe, facendoli entrare nella scialuppa di salvataggio. Nel frattempo però, il suo ex collega, il Dottor Destino, riesce ad imbrigliare il potere degli Arcani con l'aiuto del Dottor Strange e dell'Uomo Molecola, uccidendoli. Von Doom sfrutta quel potere per creare un nuovo pianeta terra composto da frammenti del vecchio: Battleworld. Destino riesce addirittura ad usurpare la vita di Mr. Fantastic, sposandosi con una copia della Donna Invisibile, ed avendodei figli chiamati Franklin e Valeria.
La scialuppa di Mr. Fantastic viene in seguito aperta dal Dottor Strange, che tradisce Dio Destino, sparpagliando tutti i supereroi in diversi reami del Battleworld. In uno di questi c'è Mr. Fantastic, che escogita un piano assieme a Pantera Nera per spodestare Destino dal suo trono. Il piano ha successo e T'Challa, con il guanto dell'infinito, riesce a tener testa a Victor, tenendolo occupato. Così facendo, Pantera Nera consente a Mr. Fantastic di prepararsi alla battaglia finale, vinta dallo stesso Reed, che riesce ad ottenere il potere degli arcani ricreando la realtà e donando al suo peggior nemico un volto sano e privo di cicatrici.
Mr. Fantastic e la Donna Invisibile decidono di abbandonare la loro carriera di supereroi per restare sulla Luna a ricreare la realtà, utilizzando i poteri di Franklin Richards e dell'Uomo Molecola.

## Poteri e abilità

Mister Fantastic disegnato da Salvador Larroca

Praticamente per tutta la sua storia di pubblicazioni, Reed Richards è descritto come uno dei personaggi più intelligenti dell'universo Marvel. Richards è un genio che ha conseguito un dottorato di ricerca in matematica, fisica e ingegneria, e possiede una padronanza di ingegneria meccanica, aerospaziale ed elettrica, chimica, fisica e biologia (umana e aliena). I suoi brevetti sono così preziosi che è in grado di finanziare la Fantastic Four, Inc., senza troppi stress finanziari. Teorico visionario e inventore ispirato, ha fatto scoperte in vari campi come volo spaziale, viaggi nel tempo, viaggi extra-dimensionali, biochimica, robotica, computer, polimeri sintetici, comunicazioni, mutazioni, trasporti, olografia, generazione di energia, analisi spettrale e altro ancora. Tuttavia, non ha paura di ammettere quando altri hanno una maggiore esperienza di lui in certi campi, come riconoscere che il Dottor Octopus ha una maggiore conoscenza delle radiazioni, che Hank Pym è un biochimico superiore, o che Spider-Man può pensare a un problema dal punto di vista biologico per il quale non sarebbe in grado di farlo, poiché la sua esperienza è in fisica. È una delle poche persone sulla Terra ad essere un esperto di altre dimensioni e dei metodi con cui viaggiare verso e attraverso di esse. Il controllo mentale è raramente efficace su di lui e quando funziona, svanisce prima di quanto sarebbe su una persona normale, a causa di ciò che descrive una "coscienza elastica"; tuttavia, questa intelligenza può essere un handicap nei suoi rapporti con la magia, poiché ha richiesto un'intensa lezione dal Dottor Strange e affrontare la minaccia che suo figlio fosse intrappolato all'Inferno perché Reed riconoscesse pienamente che la chiave per usare la magia era accettare che non l'avrebbe mai capito.
Richards è anche un abile combattente grazie ai suoi anni di esperienza di combattimento con i Fantastici Quattro e si è guadagnato una cintura nera nel judo.
Reed ha acquisito il potere dell'elasticità dall'irradiazione dei raggi cosmici. Ha la capacità di convertire tutto il suo corpo in uno stato altamente malleabile a piacimento, permettendogli di allungarsi, deformarsi e riformarsi praticamente in qualsiasi forma come fosse di gomma. Mister Fantastic può estendere gli arti, il busto o il collo a grandi distanze: la lunghezza massima che può distendere prima che i suoi segmenti del corpo diventino dolorosi è di circa 457 metri, sebbene possa estendere parti distinte del corpo, come un solo dito, un orecchio o un occhio. Può utilizzare la sua forma di allungamento in una varietà di modi offensivi e difensivi, come comprimersi in una palla e rimbalzare sui nemici, appiattirsi in un trampolino o un paracadute per catturare persone che cadono, o gonfiarsi in una zattera per aiutare in un salvataggio in acqua. Può ridurre volontariamente la coesione del suo corpo in uno stato liquido, per passare da piccole fessure o passaggi, anche attraverso fori delle dimensioni di un ago. Reed è anche in grado di modellare le sue mani in armi in stile martello o mazza e concentrare la massa nei suoi pugni per aumentare la loro densità ed efficacia come armi.
Tra le altre cose questa sua capacità gli permette di aumentare temporaneamente le dimensioni del proprio cervello (non è chiaro se è un atto volontario o conseguente ad una notevole concentrazione) per incrementare le proprie capacità cognitive.
Grazie alla sua consistenza elastica, è in grado di resistere a diversi attacchi di tipo fisico, come respingere i proiettili o sopportare colpi dalla forza sovrumana.

## Altre versioni
Esistono numerose versioni alternative di Mister Fantastic.
- Nella versione Ultimate presenta inizialmente caratteristiche sostanzialmente identiche a quella della versione classica: è un genio, è il leader dei Fantastici Quattro, è fidanzato con Sue Storm e altro ancora. Si discosta leggermente per essere molto più giovane e per avere poteri superiori. Dopo gli eventi di Ultimatum, inizierà per Reed una spirale discendente che lo porterà infine a vestire i panni del Creatore (The Maker), supercriminale ossessionato dall'idea di creare un mondo perfetto.
- Nella miniserie 1602 ambientata nel XVII secolo Sir Richard Reed è il pedante leader di The Four, un gruppo di eroi dell'epoca con poteri derivati dall'alchimia.
- Nell'universo parallelo MC2 il cervello di Reed è apparentemente inserito nel robot Big Brain ed è membro dei Fantastic Five. In seguito Reed Richards rivela ciò essere una finzione che gli ha consentito per anni di vegliare sulla moglie Susan, gravemente inferma intrappolata nella Zona Negativa. Quando finalmente Reed Richard riesce a guarire Susan e tornare sulla Terra, per ironia della sorte Reed Richards finisce in coma irreversibile per bandire la mente del malvagio Dottor Destino nel Crocevia dell'Infinito, e questa volta Susan Storm è costretta a restare indietro a Latveria per vegliare sul marito malato.
- Nel What If...? Bullet Points, Susan, Johnny e Ben muoiono nella spedizione che avrebbe dovuto trasformarli nei Fantastici Quattro. Reed è l'unico che riesce a sopravvivere, pur perdendo un occhio, in seguito diventa capo dello S.H.I.E.L.D., con un aspetto che ricorda molto quello di Nick Fury.

## Altri media

### Televisione
Mister Fantastic appare come uno dei protagonisti in:
- I Fantastici Quattro (1967)
- The Fantastic Four (1978)
- I Fantastici Quattro (1994)
- I Fantastici 4 - I più grandi eroi del mondo (2006)

Mister Fantastic appare anche in:
- Spider-Man - L'Uomo Ragno (1994)
- L'incredibile Hulk (1996)
- Spider-Man Unlimited (1999)
- Super Hero Squad Show (2009)
- Marvel Super Heroes: What The--?! (2009)
- Avengers - I più potenti eroi della Terra (2010)
- Hulk e gli agenti S.M.A.S.H. (2013)
- Marvel Super Hero Adventures (2017)
- X-Men '97 (2024)

### Cinema
- Nel 1994 fu prodotto con un budget bassissimo un film sul quartetto, intitolato The Fantastic Four (1994). Nel film è Alex Hyde-White ad interpretare il personaggio di Reed Richards/Mister Fantastic. Il film, comunque, non fu mai distribuito.
- Nel 2005 Marvel Entertainment con distribuzione Fox producono un nuovo film basato sul fumetto in questione: I Fantastici 4. Nel film è Ioan Gruffudd ad incarnare il personaggio di Reed Richards/Mister Fantastic. All'inizio, in questa versione è fiscalmente incompetente e prossimo alla bancarotta, costretto a cercare investimenti da Victor Von Doom (qui uno scienziato rivale e un uomo d'affari di successo) per portare avanti i suoi progetti. Ha avuto una relazione romantica con Susan Storm, terminata con un dispiacere reciproco, ma, durante il film, riallacciano il loro rapporto. Inizialmente convinto che i suoi poteri fossero una malattia, viene convinto da Johnny Storm a ricredersi.
- Il successo della prima pellicola spinge la Fox a produrre un sequel nel 2007 dal titolo I Fantastici 4 e Silver Surfer con il cast artistico e tecnico invariato. Reed, insieme ai suoi compagni di squadra, è riconosciuto a livello internazionale come un supereroe e una celebrità. Ora lui e Susan sono fidanzati, mentre Reed è meno distratto dal suo imminente matrimonio nonostante le varie crisi mondiali. Dopo che si sono risolti i conflitti con Silver Surfer, Galactus e il Dottor Destino, lui e Sue si sposano.
- Nel 2015 viene prodotto un reboot dei precedenti film: Fantastic 4 - I Fantastici Quattro. In questo film Mister Fantastic è interpretato da Miles Teller.

#### Animazione
Nel film animato Planet Hulk (2010), Mister Fantastic fa un breve cameo muto in cui appare all'inizio nell'ombra.

#### Marvel Cinematic Universe

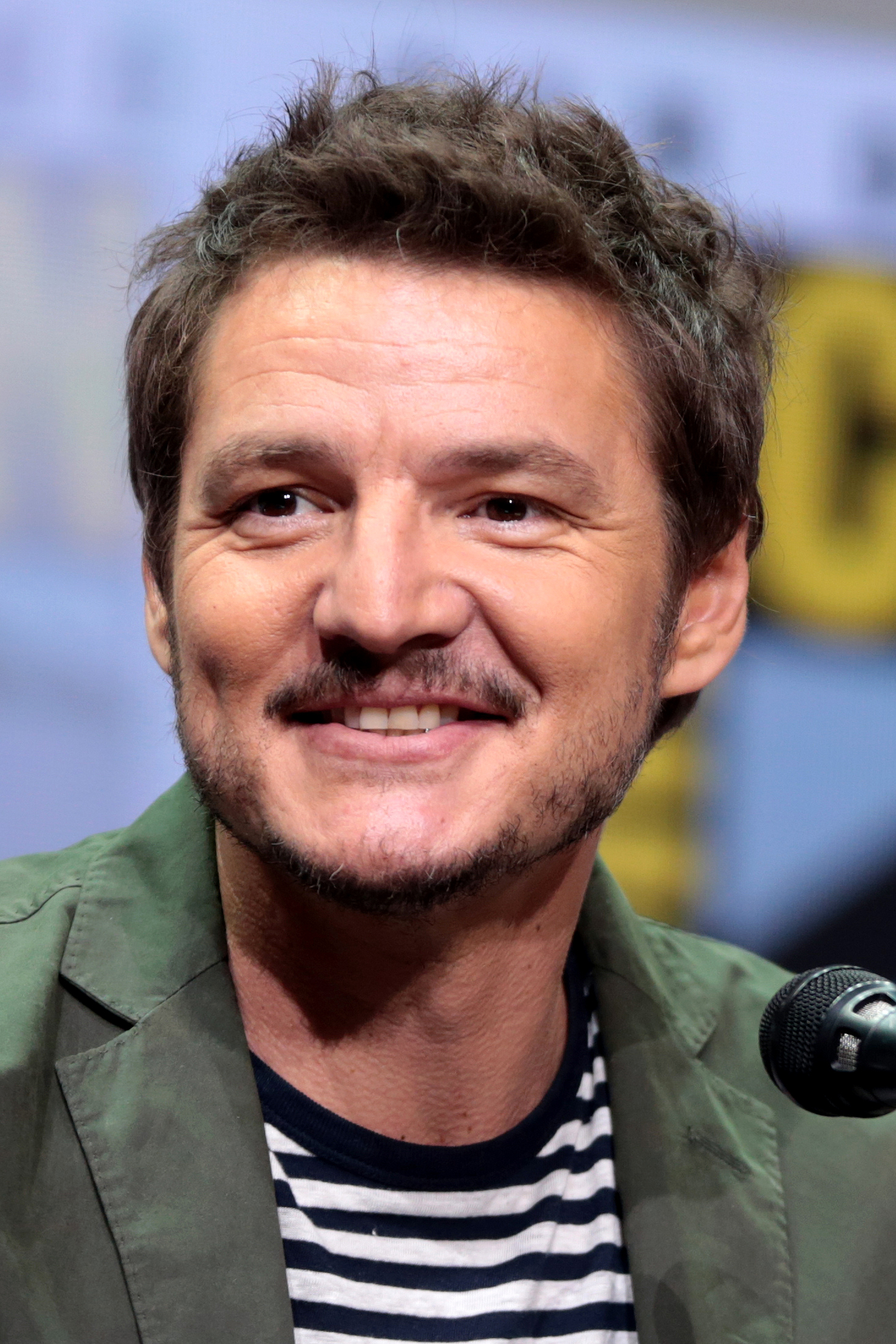
Pedro Pascal interpreterà Mister Fantastic nel Marvel Cinematic Universe

Mister Fantastic compare all'interno del Marvel Cinematic Universe, interpretato da Pedro Pascal.
- Una variante di Mister Fantastic (interpretato da John Krasinski) appare per la prima volta nel ventottesimo film dell'MCU Doctor Strange nel Multiverso della Follia (2022). In questa versione del personaggio è uno dei membri e componenti degli Illuminati, una squadra segreta dei supereroi più potenti dell'altro universo alternativo catalogato come la Terra-838, guidati dal Professor X. Nella scena successiva affronterà la Wanda Maximoff (Scarlet Witch) della Terra-616 insieme ai suoi compagni ma verrà brutalmente ucciso dopo pochi secondi dalla strega.
- Nel film Deadpool & Wolverine (2024), una variante di Mister Fantastic della Terra-121698 non compare fisicamente ma viene solo menzionato dalla Torcia Umana che riguarda il racconto del Vuoto, mentre discute con Deadpool e Wolverine.
- Reed Richards, alias Mister Fantastic, comparirà personalmente come uno dei protagonisti nel nuovo film I Fantastici Quattro - Gli inizi (2025), e quindi si scopre che è ambientato nell'altro universo alternativo, catalogato come la Terra-828.
- Nei film Avengers: Doomsday (2026) e Avengers: Secret Wars (2027), Mister Fantastic, insieme alla sua squadra, farà nuovamente la sua comparsa e si riunisce con gli Avengers e alcuni dei loro vecchi e nuovi alleati per sconfiggere il suo nemico di sempre che minaccia l'intero multiverso, il Dottor Destino.

### Videogiochi
- Spider-Man: The Animated Series (1995)
- Fantastic Four (1997)
- I Fantastici 4 (2005)
- Marvel Nemesis: l'Ascesa degli Esseri Imperfetti (2005)
- Marvel: La Grande Alleanza (2006)
- I Fantastici 4 e Silver Surfer (2007)
- Marvel: La Grande Alleanza 2 (2009)
- Marvel vs. Capcom 3: Fate of Two Worlds (2011)
- Marvel: Avengers Alliance (2012)
- Marvel Super Heroes 3D: Grandmaster's Challenge (2013)
- LEGO Marvel Super Heroes (2013)
- Marvel Puzzle Quest (2013)
- Marvel Heroes (2013)
- Marvel: Sfida dei campioni (2014)
- Marvel Future Fight (2015)
- Marvel Strike Force (2018)
- Marvel Super War (2019)
- Marvel: La Grande Alleanza 3: L'Ordine Nero (2019)
- Marvel Duel (2020)
- Marvel Rivals (2024)